# Saulius Skvernelis
Saulius Skvernelis (Kaunas, 23 luglio 1970) è un politico lituano, 13º Primo ministro della Lituania dal 13 dicembre 2016 all'11 dicembre 2020.

## Biografia
Skvernelis si diplomò nel 1994 all'Università tecnica Gediminas di Vilnius e iniziò a lavorare nell'Accademia di polizia lituana (oggi Università Mykolas Romeris).
Nel 1998 iniziò la sua carriera nelle forze dell'ordine lituane, lavorando come ispettore della polizia stradale nel Comune distrettuale di Trakai. Col tempo salì sempre di più di grado fino a diventare commissario generale della polizia lituana il 7 marzo 2011.
Il 5 novembre 2014 la presidente Dalia Grybauskaitė ha nominato Skvernelis ministro dell'Interno e il Seimas lo ha confermato nell'incarico l'11 novembre successivo; era stato indicato per l'incarico dal partito conservatore Ordine e Giustizia, membro della coalizione di governo, pur non essendovi affiliato.
Nei due anni seguenti, grazie al suo incarico, divenne uno dei politici lituani più popolari; per questo nel marzo 2016 annunciò che si sarebbe candidato alle elezioni parlamentari di quell'anno, nelle liste elettorali dell'Unione dei Contadini e dei Verdi di Lituania. Per questo fu costretto a rassegnare le dimissioni dall'incarico ministeriale.
Alla testa delle liste elettorali dell'Unione dei Contadini e dei Verdi Skvernelis portò il partito ad un'inattesa vittoria col 22,45% dei voti ottenuti a livello nazionale, ottenendo 54 seggi sui 141 del Seimas. Skvernelis fu eletto nella circoscrizione di Karoliniškės, nella capitale Vilnius.
Nei negoziati per formare una coalizione di governo che seguirono le elezioni tra l'Unione dei Contadini e dei Verdi e il Partito Socialdemocratico di Lituania si trovò l'accordo sul nome di Skvernelis come nuovo Primo ministro della Lituania. Di conseguenza è stato nominato primo ministro dalla presidente Dalia Grybauskaitė il 22 novembre 2016 a seguito della fiducia votata dal Seimas con 90 favorevoli su 141 membri. Il successivo 29 novembre ha presentato la lista dei ministri del nuovo governo che sono stati nominati per decreto dalla presidente. Il 6 dicembre successivo Skvernelis ha presentato il programma di governo al Seimas che l'ha approvato con 86 voti a favore e 40 astenuti il 13 dicembre; il nuovo governo è entrato in carica lo stesso giorno a seguito del giuramento.
Nel 2019 Skvernelis, con il sostegno di Unione dei Contadini e dei Verdi di Lituania e Partito Socialdemocratico Laburista di Lituania, si è candidato alle elezioni presidenziali lituane previste per il 12 maggio; essendo risultato terzo al primo turno, ha annunciato la sua intenzione di dimettersi e di lasciare l'incarico di primo ministro il successivo 12 luglio.